# Cladonia symphoriza
Cladonia symphoriza är en lavart som beskrevs av Nyl. Cladonia symphoriza ingår i släktet Cladonia och familjen Cladoniaceae.   Inga underarter finns listade i Catalogue of Life.